# Slaget vid Brunanburh
Slaget vid Brunanburh var ett slag mellan den angelsaxiske Athelstan och en koalition mellan den keltiske kungen Konstantin II av Skottland och nordiska vikingar, bland annat Olaf Guthfrithson på Irland. Slaget slutade med en seger för Athelstan och har varit ett populärt motiv i anglosaxisk diktning.
Var slaget stod är okänt, möjligen vid Burnswack norr om Solway Firth.